# Рехингер, Карл
Карл Рехингер (нем. Karl Rechinger, 1867—1952) — австрийский ботаник.

## Краткая биография
Карл Рехингер учился в Вене.
Работал в ботанических садах Вены. В 1892—1902 занимался проблемой культивирования растительных тканей в искусственных растворах, в том числе в растворе сахарозы.
В 1902—1922 годах — музейный хранитель в Отделе ботаники Венского Музея естествознания .
В 1905 году совершил большое путешествие по Океании.
Исследователь флоры Австро-Венгрии, Новой Гвинеи, Самоа, Соломоновых островов.
Область ботанических интересов: мхи, семенные растения.
В честь Карла Рехингера назван Белокопытник Рехингера (Petasites × rechingeri Hayek, 1904) из семейства Астровые, растущий в Чехии и Словакии.
Сын Карла Рехингера, Карл Хайнц Рехингер (1906—1998), также стал ботаником — он известен как исследователь флоры Средиземноморья, Ближнего Востока, Ирана и Афганистана; стандартная сокращённая запись его фамилии в ботанических таксонах — «Rech.f.».